# Музей медальерного искусства Е. В. Харабета
Музей медальерного искусства Е. В. Харабета (укр. Музей медальєра Юхима Харабета) — музейное заведение в Мариуполе, мемориал советского и украинского медальера Ефима Харабета, действовавший в 2005—2022 годах.

## История
Медальер Е. В. Харабет умер 8 марта 2004 года. После этого встал вопрос о сохранении произведений искусства автора и увековечении его памяти, была создана инициативная группа, которая способствовала созданию мемориала. Вскоре было принято решение о создании музея и через полтора года был открыт музей.
По сообщению властей Мариуполя, в 2022 году, после вторжения России в Украину и захвата Мариуполя, российские власти вывезли из музея Харабета в Донецк около двухсот медалей.

## Помещение и фонды
Недостаток средств заставил инициативную группу ограничиться приспособлением для музея бывшей лифтерной с дополнительным помещением рядом с Центром современного искусства и культуры имени А. И. Куинджи. Это позволило быстро отремонтировать помещение и заниматься формированием фонда, не дожидаясь случая получить новое здание под музей. Общая площадь музея — 60 м².
Большой вклад (около 700 экспонатов) в фонд музея сделала жена художника, народная артистка Украины, Светлана Ивановна Отченашенко, а также приятели художника и поклонники его искусства. Фонд обогатился завершёнными медалями, эскизами в керамике, фотографиями, даже куском обшивки космического корабля «Буран» с медалью работы Е. Харабета, посвященной запуску. Есть уникальные произведения, не выставлявшиеся нигде более, потому что они хранились в мастерской медальера.

## Экспозиция
Мариупольский союз художников Украины учёл рекомендации и опыт международных выставок, и подготовил музейное оборудование для экспозиции именно медалей. Созданные стеллажи и шкафы из металла, дерева, стекла, медали лежат на бархате фисташкового цвета.
Экспонаты чистили от грязи, покрывали патиной. Реставрацию выполнили художники по специальности — Виктор Узбек, Александр Шпак, Юрий Шевяков.
Разнообразие материалов и размеров медалей, приложения фото и эскизов мастера разбавили монотонность экспозиции. В январе 2006 года новый музей открыл двери для посещения.